# Валонзеко (Салерно)
Валонзеко је насеље у Италији у округу Салерно, региону Кампанија.
Према процени из 2011. у насељу је живело 18 становника. Насеље се налази на надморској висини од 636 м.